# Olavo
Olavo Martins de Oliveira, detto Olavo (Santos, 9 novembre 1927 – Santos, 12 marzo 2004), è stato un calciatore brasiliano, di ruolo difensore.

## Caratteristiche tecniche
Giocava come difensore centrale, e sviluppò una particolare abilità nell'esecuzione dei calci di rigore, realizzando in tal modo la maggior parte delle sue reti. Giocò anche come terzino destro.

## Carriera

### Club
Iniziò la carriera nel Santos, giocandovi fino al 1951; dopo un'annata alla Portuguesa Santista, fu ceduto al Corinthians in vista della Copa Rio del 1952. Con il club della capitale statale giocò a lungo, ereditando la fascia di capitano da Cláudio quando egli lasciò il Corinthians nel 1958. Superò le 500 presenze con la società, aggiudicandosi per due volte il campionato statale e il Torneo Rio-San Paolo. Nel 1961 si trasferì al Santos — la società che aveva dato inizio alla sua attività —, vincendo per due volte consecutive la Coppa Libertadores e le conseguenti Coppe Intercontinentali, chiudendo la carriera nel 1966.

### Nazionale
Disputò due tornei ufficiali, peraltro a breve distanza l'uno dall'altro, Uruguay 1956 e Perù 1957, assommando quattro presenze in Nazionale e vincendo la Coppa Osvaldo Cruz nel 1955 — suo unico titolo internazionale.

## Palmarès

### Club

#### Competizioni nazionali
- Campionato paulista: 2

Corinthians: 1952, 1954
- Torneo Rio-San Paolo: 2

Corinthians: 1953, 1954

#### Competizioni internazionali
- Coppa Libertadores: 2

Santos: 1962, 1963
- Coppa Intercontinentale: 2

Santos: 1962, 1963

### Nazionale
- Coppa Oswaldo Cruz: 1

1955